# St. Johannes Evangelist (Kronacker)

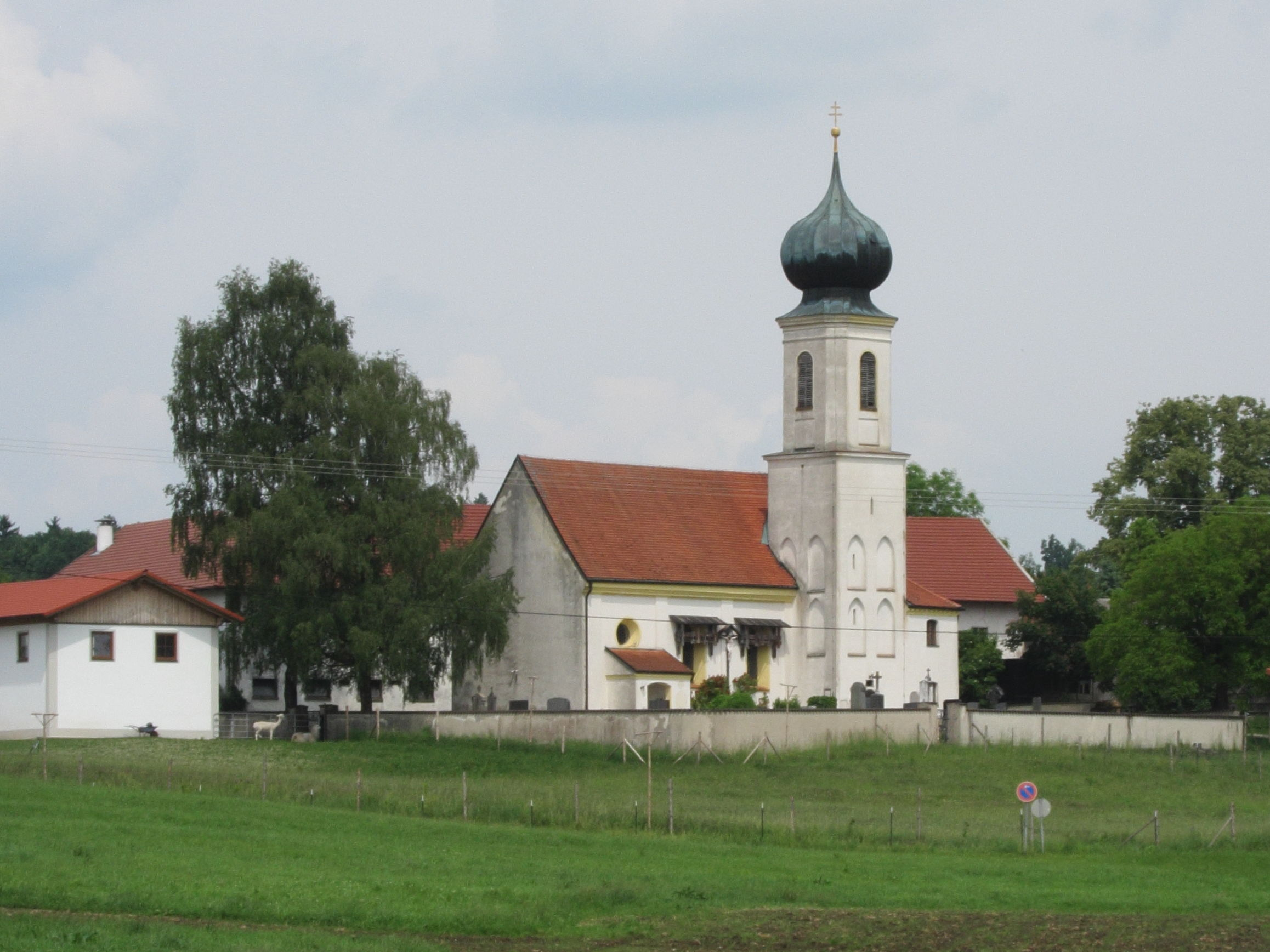
St. Johannes Evangelist in Kronacker

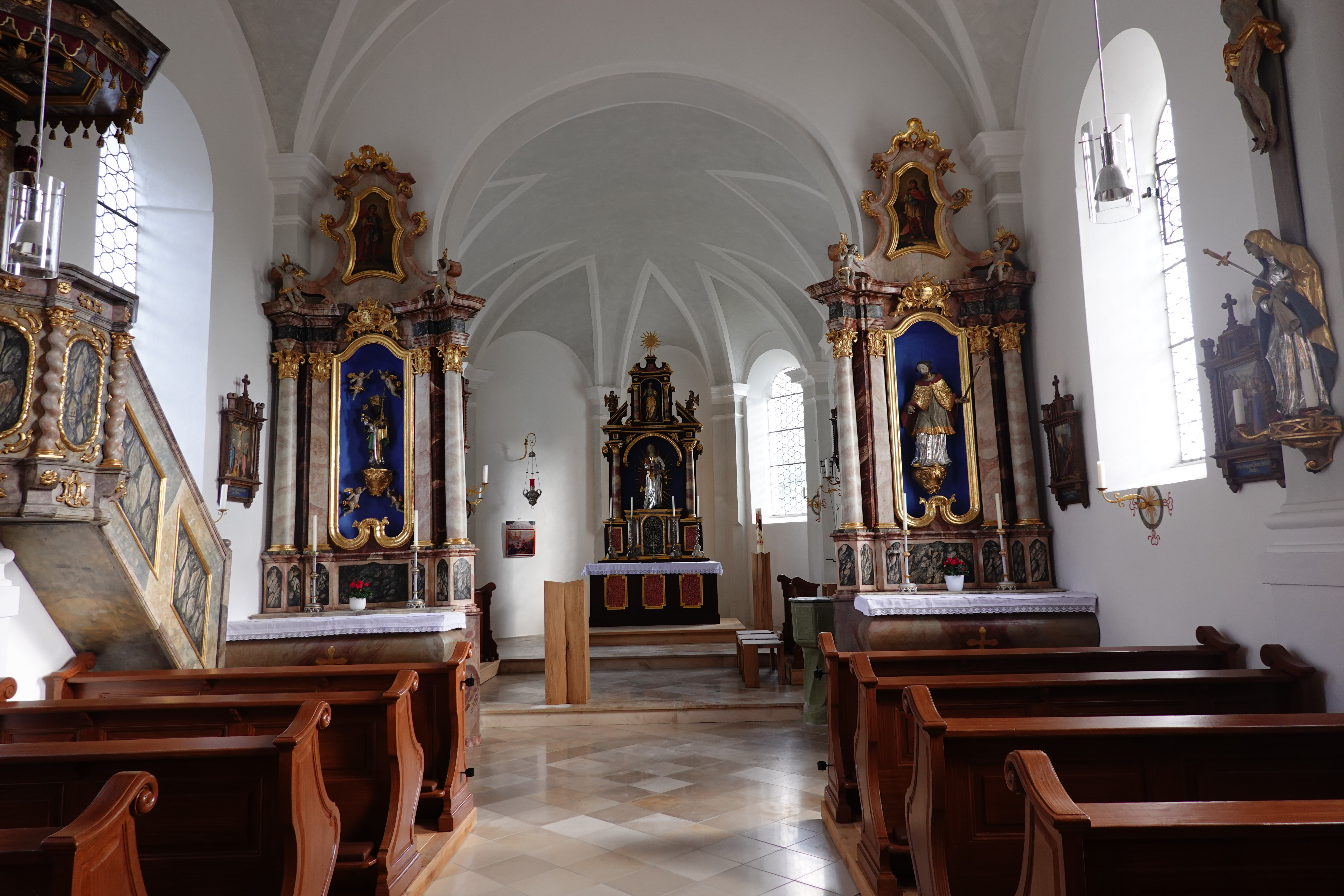
Innenansicht

Die römisch-katholische Filialkirche St. Johannes Evangelist steht in Kronacker, einem Gemeindeteil von Hohenlinden im oberbayerischen Landkreis Ebersberg. Das Bauwerk ist in der Liste der Baudenkmäler in Hohenlinden als Baudenkmal unter der Nr. D-1-75-123-7 eingetragen. Die Kirche gehört zum Dekanat Erding im Erzbistum München und Freising. 

## Beschreibung
Der Entwurf der 1725 gebauten barocken Saalkirche wird Anton Kogler zugeschrieben. Die Kirche besteht aus dem Langhaus, dem eingezogenen, dreiseitig geschlossenen Chor im Osten und dem Chorflankenturm auf quadratischem Grundriss an der Südwand des Chors, die beide auf spätgotischen Fundamenten stehen. Das oberste Geschoss des Turms mit abgeschrägten Ecken und abschließender Zwiebelhaube enthält den Glockenstuhl mit drei Kirchenglocken. Eine Sakristei befindet sich an der Südwand des Chors, in deren Obergeschoss ein Oratorium eingerichtet ist. Ein Vorbau an der Südwand des Langhauses führt zum Portal. 
Der Innenraum des Langhauses ist mit einem Tonnengewölbe überspannt. Im Chor erfolgte in den 1960er Jahren die Aufstellung eines Hochaltars aus dem 17. Jahrhundert. An der Brüstung der Empore wurden vier Tafelbilder mit Szenen aus dem Leben des Johannes angebracht. 